# Boží Dar
Boží Dar (en allemand : Gottesgab) est une ville du district de Karlovy Vary, dans la région de Karlovy Vary, en Tchéquie. Sa population s'élevait à 263 habitants en 2024.

## Géographie
Située dans les monts Métallifères, Boží Dar est considérée comme la ville la plus élevée de la Tchéquie. Elle se trouve à 6 km au nord de Jáchymov, à 21 km au nord de Karlovy Vary et à 111 km à l'ouest de Prague.

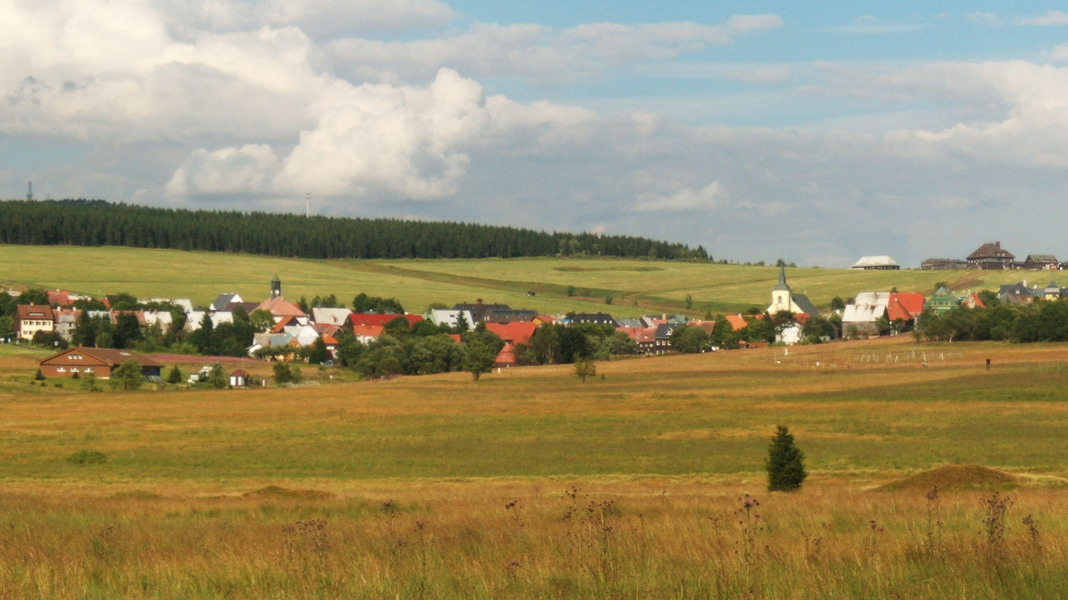
Bozi dar : vue générale.

La commune est limitée par l'Allemagne au nord et à l'est, par Jáchymov, Abertamy et Pernink au sud et par Potůčky à l'ouest.

## Histoire
La localité est connue pour ses mines d'argent et d'étain depuis 1517.
L'ancienne cité minière est devenue l'un des principaux centres de sports d'hiver de la Tchéquie.